# Slime Rancher
Slime Rancher est un jeu vidéo de simulation de vie développé et publié par le studio indépendant américain Monomi Park. Un accès anticipé du jeu est sorti en janvier 2016, et la version officielle est sortie sur Windows, macOS, Linux et Xbox One le 1er août 2017. Le jeu est ensuite sorti sur PlayStation 4 le 21 août 2018, et sur Nintendo Switch le 11 août 2021.
Une suite intitulée Slime Rancher 2 est sortie en accès anticipé en septembre 2022.

## Système de jeu
Le jeu se joue dans un monde ouvert, à la première personne. Le joueur contrôle un personnage appelé Beatrix Lebeau, une éleveuse qui se déplace sur une planète très éloignée de la Terre appelée Far Far Ouest pour mener la vie d'une "éleveuse de slimes", qui consiste à construire son ranch et à explorer l'environnement afin d'élever, nourrir et reproduire des slimes, des organismes vivants gélatineux de différentes tailles et caractéristiques,,,.
L'aspect économique principal du jeu consiste à nourrir les « slimes » de manière appropriée afin qu'ils produisent des "plortes", qui peuvent ensuite être vendues en échange de Néobucks, la monnaie nécessaire pour acheter les améliorations de l'équipement du propriétaire ou les bâtiments de la ferme. Le joueur déplace le personnage dans différents environnements et peut collecter des slimes, des aliments et des plortes en les aspirant avec son outil appelé "Aspipack multifonction". Il ne peut stocker qu'un nombre limité de types d'éléments à la fois, et doit retourner dans le ranch pour décharger les éléments collectés avant de pouvoir en collecter d'autres. Le joueur doit acheter et mettre à niveau différents enclos pour héberger les slimes collectés et acheter des silos pour stocker les aliments. Les mises à niveau peuvent également être des améliorations esthétiques de la maison, de l’aspipack et du ranch du personnage.
Différents types de slimes peuvent être combinés et agrandis en nourrissant un slime avec un plorte d'une autre espèce, ce qui le fait se transformer en "largo" capable de produire plusieurs types plortes,,. Cependant, si un largo mange une plorte différente des deux le composant, il devient un slime noir malveillant appelé le "Goudrron", qui dévore tous les autres slimes qui l'entourent et produit non pas des plortes mais plus de slimes goudrrons. Le joueur peut pomper de l'eau fraîche dans les étangs et les sources pour éclabousser et désintégrer les Goudrrons. Il existe différents types de slimes dans le jeu, qui diffèrent toutes de petites caractéristiques telles que de simples oreilles, ailes et queues, en passant par la possibilité de se téléporter ou de saisir un poulet via une vigne émergeant du sol.
Les slimes qui peuvent être apprivoisés (quand ils ne sont pas sauvages) et élevables incluent : rose, phosphorescent, tigré, aqueux, quantique, miel, enchevêtrement, sabre, chasseur et derviche. Les slimes directement ou indirectement nuisibles et élevables sont : rocheux, feux, boum, cristal, mosaic et rad. Les slimes rares non exploitables sont le slime doré et le slime porte-bonheur. Il existe également des slimes spéciaux non élevables trouvés dans les mini-jeux : les slimes vif-argent. La plupart des slimes ont aussi une version Gordo d’eux-mêmes. Les joueurs peuvent leur tirer dessus jusqu'à ce qu'ils explosent, afin d'obtenir des types de slimes normaux pouvant être élevés. Lorsqu'ils explosent, ils produisent également des caisses contenant un butin aléatoire, ainsi qu'un téléporteur ou une "clé des slimes" qui permet d'accéder à de nouvelles zones ou de se déplacer plus rapidement entre des zones connues.

## Accueil
La version Early Access de Slime Rancher a reçu des critiques généralement positives. Heather Alexandra de Kotaku a remarqué quelques bugs, mais a donné une critique positive du jeu. Elle a déclaré : «Je ne suis généralement pas fan de jeux en catharsis, mais quand je retourne à ma ferme brillante et maladroite à la fin de la journée ? Je peux aider, mais surtout avoir un sourire aussi large que mes petits amis gluants. "(sic) Phillip Grobler de LevelSkip a apprécié Slime Rancher, lui attribuant un score de 4,3 sur 5 étoiles : " ce jeu est déjà très amusant et je recommande à quiconque d'aller y faire un tour ». Steve Neilsen de Games Mojo lui a décerné 4,4 étoiles sur 5, déclarant que "Slime Rancher est un jeu amusant et provoquant une dépendance, avec une prémisse amusante et des créatures mignonnes. Les graphismes de style dessin animé sont étonnants, le gameplay est intelligent et plein de mignonneries".
Le jeu complet a obtenu un score de 81/100 sur Metacritic, les critiques disant qu'il était coloré et douce-amère et qu'il pouvait vous garder accroché pendant des heures. Les critiques ont également estimé qu'il était relaxant et cathartique, mais assez répétitif et exploitait avec succès la nature addictive des simulateurs d'élevage, mais il n'atteignait pas vraiment les hauteurs de son sous-genre.
En mai 2017, le jeu s'était vendu à plus de 800 000 exemplaires. Le prix Best of 2017 décerné par le Game Informer's Reader's Awards a été classé à la troisième place, avec Forza Motorsport 7 pour le "Meilleur jeu Microsoft" et à la deuxième place pour le "Meilleur jeu de simulation",. Le site Web lui a également attribué le prix de la catégorie Best of 2017 pour cette dernière catégorie.